# Pirot

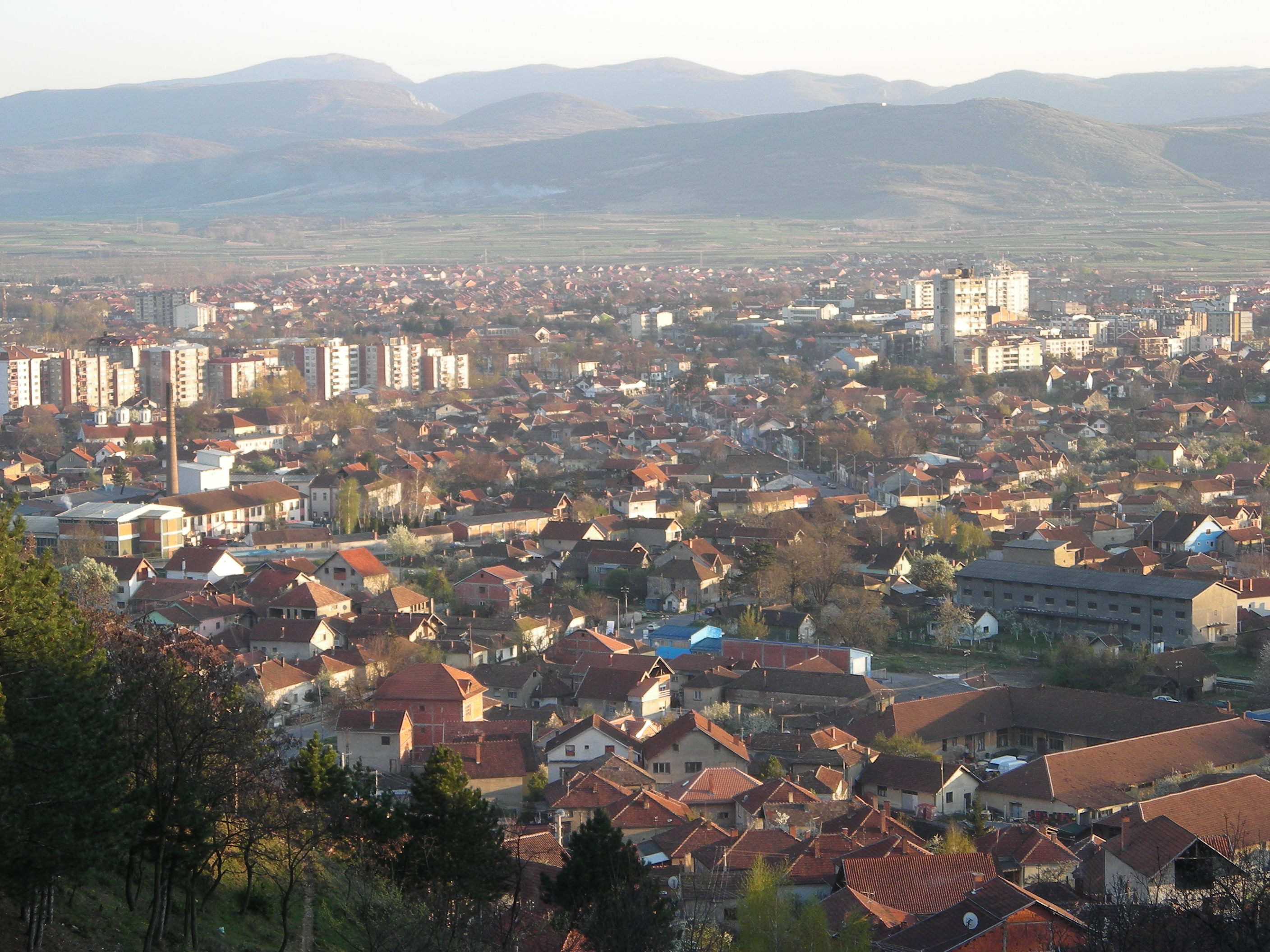
Vista de Pirot.

Pirot (serbi ciríl·lic: Пирот) és una ciutat situada al sud-est de Sèrbia. El 2002 la ciutat tenia una població total de 40.678 habitants, mentre que la població del municipi era de 63.791. Aquesta ciutat és el centre administratiu del districte de Pirot. El municipi està compost per 66 localitats. Està situada al costat d'una important via de comunicació, a mig camí entre Niš i Sofia.
En els seus voltants es troba l'església de Sant Petka, del segle xiii, i el monestir de Sant Joan el Teòleg de finals del segle xiv, un bon exemple de l'arquitectura medieval Bulgaria.